# Fârliug

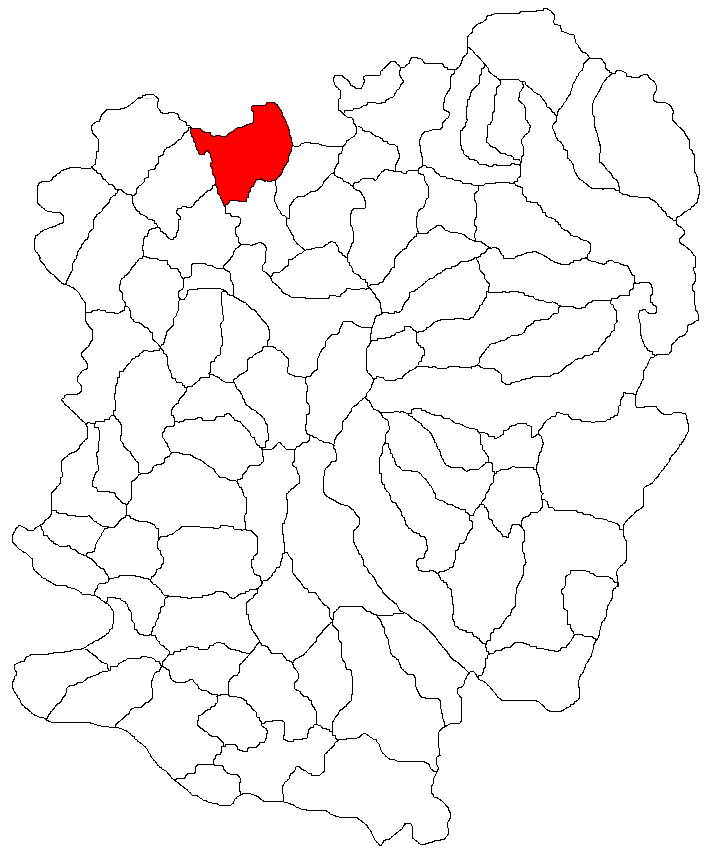
Lage der Gemeinde Fârliug im Kreis Caraș-Severin

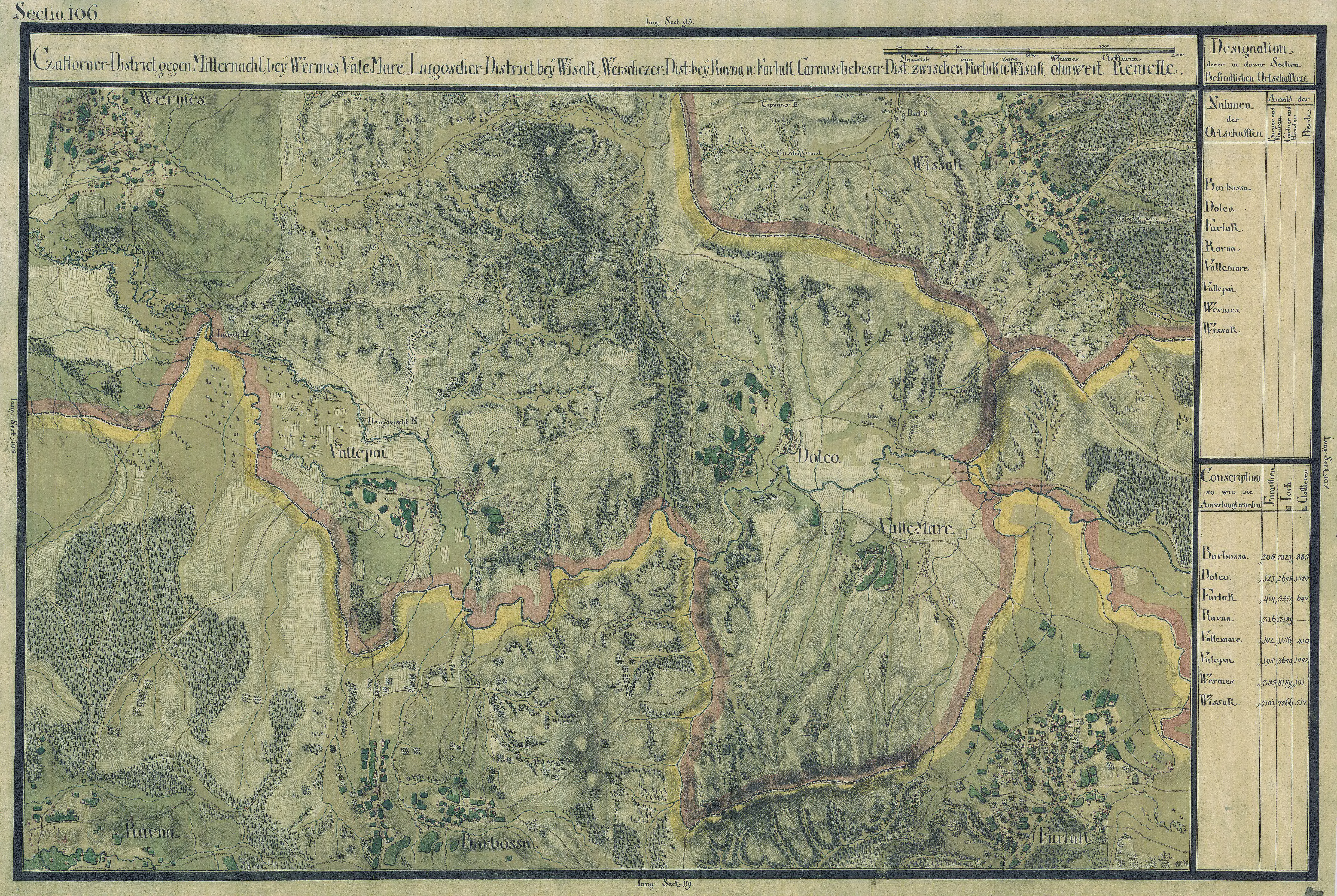
Josephinische Landnahme

Fârliug (alte Schreibweise Fîrliug; deutsch Firluck, ungarisch Furluk auch Furlug) ist eine Gemeinde im Kreis Caraș-Severin, in der Region Banat, im Südwesten Rumäniens. Zu der Gemeinde Fârliug gehören auch die Dörfer Dezești, Duleu, Remetea-Pogănici, Scăiuș und Valea Mare.

## Geografische Lage
Fârliug liegt im Nordwesten des Kreises Caraș-Severin, an der Grenze zum Kreis Timiș. Die Ortschaft wird von der Nationalstraße DN58A, die Reșița mit Lugoj verbindet, durchquert und befindet sich in 22 km Entfernung von Lugoj und 25 km von Reșița.

## Nachbarorte
| Duleu    | Remetea-Pogănici                            | Scăliuș    |
| Valeapai | Kompassrose, die auf Nachbargemeinden zeigt | Zorlencior |
| Bărbosu  | Ezeriș                                      | Dezești    |

## Geschichte
Vorgeschichtliche Funde auf dem Gebiet von Fârliug weisen über die Hallstattzeit und das Chalkolithikum bis ins Neolithikum und Paläolithikum zurück. In römischer Zeit hatten das Kastell Fârliug und das Kastell Duleu die Aufgabe, die Fernstraße von Translederata nach Tibiscum zu überwachen. Von vielen Historikern wird das Kastell auf dem Territorium des heutigen Fârliug mit dem antiken Azizis gleichgesetzt. Diese Identifizierung ist jedoch nicht gänzlich gesichert, vor allem ist nicht klar, auf welchen der beiden, immerhin rund 7,5 km Luftlinie voneinander entfernten Kastellstandorte sich der Name beziehen soll.
Im Laufe der Jahrhunderte traten verschiedene Schreibweisen des Ortsnamens auf: 1690–1700 Ferlyug, 1717 Firluck, 1804 Furluk, 1808 Furlog, 1888 Furlung, Furlocu, 1913 Furluk, 1909/1919: Fârliu, Furlug, Furlog, Fîrliug
Der Name Ferliug erscheint erstmals 1690 in den Zeitdokumenten.
Auf der Josephinischen Landaufnahme von 1717 ist Firluck mit 100 Häusern eingetragen. Nach dem Frieden von Passarowitz (1718) war die Ortschaft Teil der Habsburger Krondomäne Temescher Banat.
1821 erwarben die Familien Gaspary und Kucerny Grundbesitz im Dorf. Ein ganzes Jahrhundert war die wirtschaftliche Entwicklung des Dorfes eng mit diesen beiden Familien verbunden. Sie errichteten Gutshäuser und Mühlen im Dorf.
Der Vertrag von Trianon am 4. Juni 1920 hatte die Dreiteilung des Banats zur Folge, wodurch Fîrliug an das Königreich Rumänien fiel. Die Familie Kucerny verkaufte daraufhin ihre Güter und verließ den Ort. Die Familie Gaspary blieb bis 1921, als sie durch die Bodenreform im Königreich Rumänien enteignet wurde. Die letzten Güter der Familie Gaspary wurden 1948 nationalisiert.
Nachdem das Banat an Rumänien gefallen war, gehörte Fârliug zunächst zum Kreis Caraș, Stuhlbezirk Bocșa. 1933 wurde das Dorf dem Kreis Severin, Stuhlbezirk Lugoj zugeteilt. Seit 1968 gehört es zum Kreis Caraș-Severin.

## Bevölkerungsentwicklung
| 1880 | 2101 | 2056 | 10 | 31 | 4   |
| 1910 | 2643 | 2537 | 42 | 14 | 50  |
| 1930 | 2436 | 2344 | 12 | 15 | 65  |
| 1977 | 1422 | 1406 | 1  | 3  | 12  |
| 2002 | 947  | 930  | ?  | ?  | 12  |
| 2021 | 1736 | 1597 | 3  | 2  | 134 |

## Söhne und Töchter der Gemeinde
- Ioan Sauca (* 1956), rumänischer orthodoxer Theologe